# Delia normalis
Delia normalis är en tvåvingeart som först beskrevs av Malloch 1919.  Delia normalis ingår i släktet Delia och familjen blomsterflugor. Inga underarter finns listade i Catalogue of Life.